# Koncovka

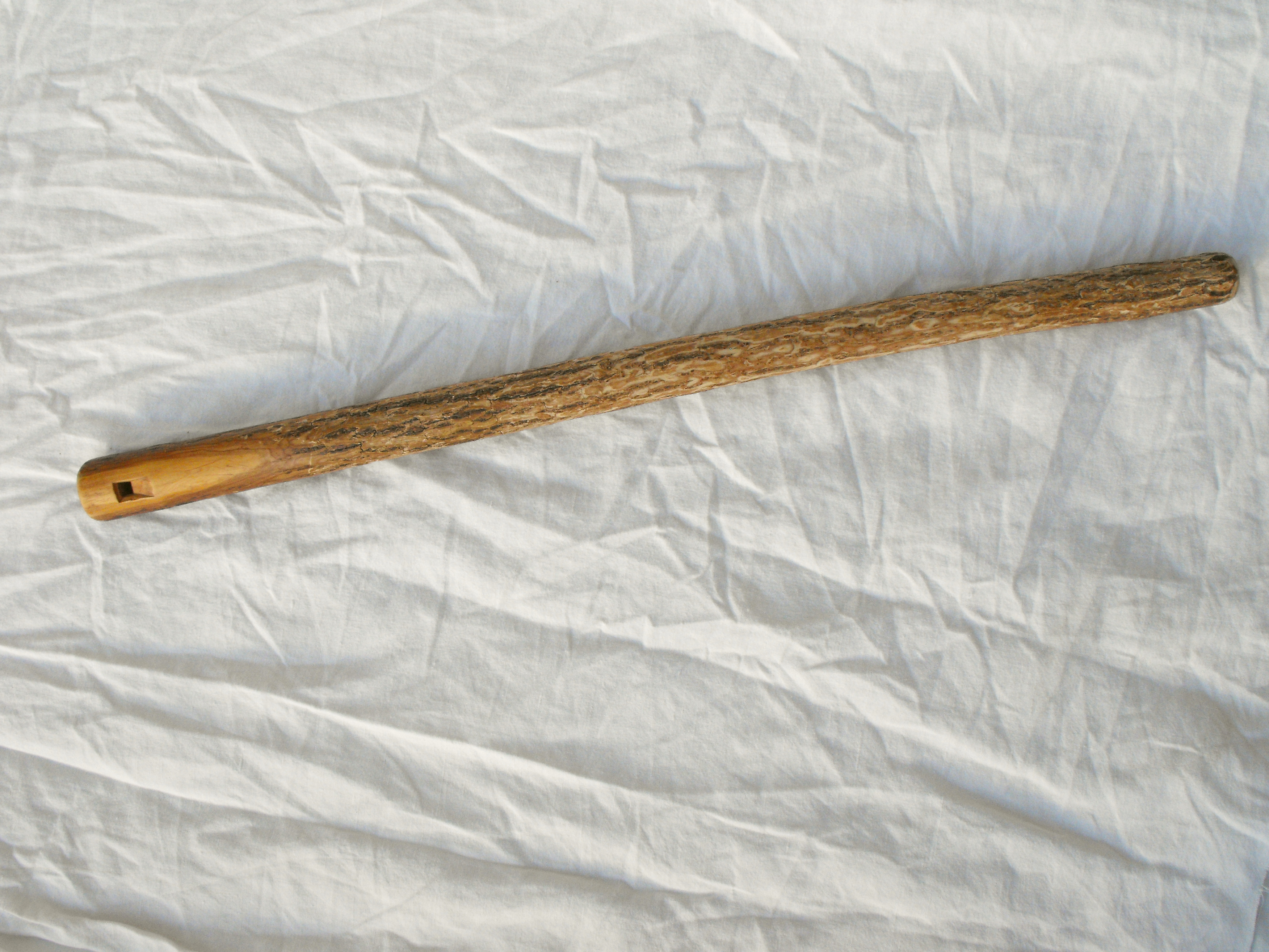
Koncovka mit naturbelassener Oberfläche

Koncovka ist eine in der Volksmusik der Slowakei verwendete Kernspaltflöte ohne Fingerlöcher, die traditionell von Schäfern gespielt wird. Der Spieler kann bei der zu den Obertonflöten gehörenden koncovka durch Überblasen und durch Schließen der unteren Öffnung eine Reihe von Obertönen über dem Grundton erzeugen. Koncovka bedeutet auf Slowakisch „Endflöte“ (eine „vom Ende gespielte Flöte“, abgeleitet von konec, „Ende“).

## Herkunft und Verbreitung
Von den über 200 Volksmusikinstrumenten, die aus der Slowakei bekannt sind, bilden die Schnabelflöten mit rund 35 unterscheidbaren Formen die größte Gruppe. Das charakteristischste slowakische Blasinstrument ist die über 180 Zentimeter lange, senkrecht gehaltene Kernspaltflöte fujara mit drei Fingerlöchern. Ansonsten gibt es Flötentypen mit zwei, drei, fünf und sechs Fingerlöchern, Obertonflöten ohne Fingerlöcher und die gedoppelte Schnabelflöte dvojačka aus zwei parallelen Spielröhren.
Im Unterschied zu Endkantenflöten ohne Kopfstück, die frei gegen den oberen Rand angeblasen werden müssen, sind die Kernspaltflöten leichter zu spielen. Die häufigste europäische Form ist der Typus der Blockflöte. Eine französische Illustration aus dem 11. Jahrhundert ist der früheste Beleg für eine Kernspaltflöte in Europa; in einer byzantinischen Buchmalerei des 13. Jahrhunderts ist zum ersten Mal eine Kernspaltflöte mit sieben Grifflöchern zu sehen. Die vertikal mit beiden Händen gespielten Kernspaltflöten stammen mutmaßlich aus Asien und gelangten zum einen mit den Slawen nach Osteuropa und zum anderen – Curt Sachs zufolge – über das islamische Nordafrika nach Südwesteuropa, wo aus dem Namen der orientalischen Längsflöte schabbaba in al-Andalus ajabeba wurde. Schnabelflöten aus der Kaukasusregion und Zentralasien, die mit den osteuropäischen Flöten in Verbindung stehen, sind die in der tadschikischen Musik gespielte tulak, die armenische tutak, die aserbaidschanische tutek, die georgische salamuri, die russische swirel (свирель), die ukrainische sopilka (сопілка) und für Osteuropa stellvertretend genannt die bulgarische swirka.
Eine spezielle Gruppe von Kernspaltflöten wurde als „Zungenspaltflöte“ (englisch tongue duct flute) klassifiziert. Sie besitzen zwar eine Schneidenkante, aber anstelle des Blockflötenkopfes ein offenes Ende, in das die Zunge hineingesteckt wird, um die Öffnung zu einem geeigneten Windkanal zu verengen. Dieser Typ kommt in der Slowakei vor und ist ansonsten bei anderen Slawen und bei finno-ugrischen Völkern bekannt. In Finnland heißt diese seltene Flöte mäntihuilu, bei den Mari in der russischen Republik Mari El shialtysh und im Westen Russlands dudka oder eine etwas größere Variante gudilo Zungenspaltflöten kommen mit Fingerlöchern und ohne Fingerlöcher als Obertonflöten vor. In der Slowakei sind zwei Typen als Obertonflöten und ein Typ mit sechs Fingerlöchern bekannt. Alle drei werden seit alter Zeit von Schäfern gespielt.

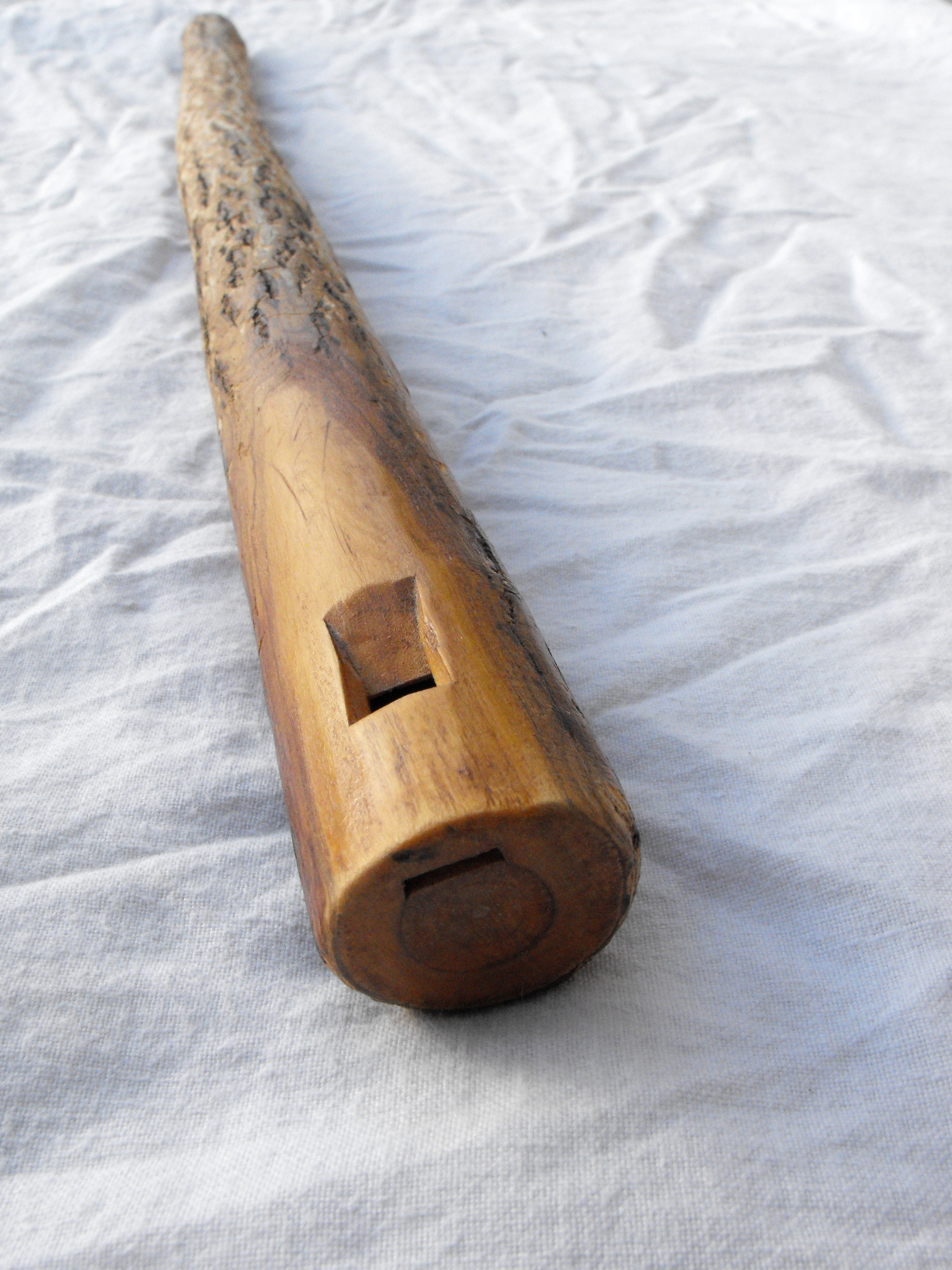
Gerades oberes Ende

Zungenspaltflöten sind einfacher herzustellen als Schnabelflöten (Kernspaltflöten mit gebogenem Mundstück). Zu den Obertonflöten ohne Fingerlöcher gehören neben Schnabelflöten auch die noch schlichteren Endkantenflöten, die über den Rand des offenen oberen Endes angeblasen werden. Dieser Flötentyp ist in Osteuropa neben vielen anderen durch die rumänische tilincă und die ukrainische telenka (теленка) vertreten.
Der Verbreitungsschwerpunkt der grifflochlosen Kernspaltflöten liegt bei den slawischen Sprachgruppen in Osteuropa. Außer der koncovka zählen hierzu die russische kalyuka und die moldawische csilinko. Hinzu kommt die verwandte, in Norwegen aus einem Weidenzweig angefertigte seljefløyte („Weidenflöte“). Die 60 Zentimeter lange seljefløyte wird quer angeblasen, weil das Blasloch am Kern eigenartigerweise seitlich angeordnet ist, und kann acht bis zehn Töne produzieren.
Inwieweit eine Parallele zu den südwesteuropäischen Einhandflöten gezogen werden kann, die von einem Musiker zusammen mit einer Zylindertrommel (tabor) gespielt werden, ist Gegenstand der Fachdiskussion. Einhandflöten haben üblicherweise drei Fingerlöcher, mit denen sich ein Tonumfang von mehr als zwei Oktaven erzielen lässt. Jedoch erwähnte der französische Komponist Benjamin de Laborde (1780) eine jombarde genannte Einhandflöte (Tamburinpfeife) ohne Fingerlöcher. Das Mundstück der jombarde war demnach mit dünnem Leder bezogen, was zu einer aragonesischen Einhandflöte (allgemein Schwegel in Nordspanien und Südfrankreich) passt. Grifflochlose Obertonflöten gab es vermutlich auch in der mittelalterlichen englischen Volksmusik, wie eine Buchmalerei aus dem Anfang des 14. Jahrhunderts zeigt.
Als Hirtenflöte steht die koncovka in einer weiten Verbindung mit den von der Hohen Tatra über den bis nach Rumänien reichenden Karpatenbogen (fluier-Flötentypen) und bis zu den Südslawen von Schäfern zur privaten Unterhaltung gespielten Flöten. In Polen ist als Hirtenflöte unter dem Namen fujarka eine Kernspaltflöte mit fünf bis acht Fingerlöchern oder eine Doppelflöte bekannt und auf dem Balkan treffen die slawischen Flötentypen mit den türkischen Hirtenflöten (kaval) zusammen.

## Bauform und Spielweise

### Koncovka

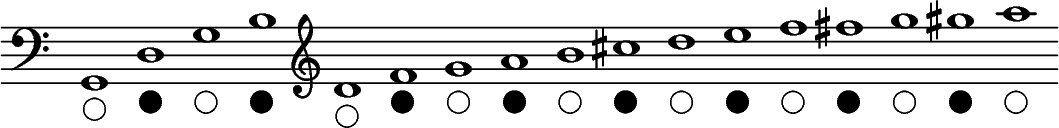
Verfügbare Obertöne einer auf G gestimmten koncovka. Die Tonreihe entsteht durch abwechselndes Verschließen (dargestellt als „●“) und Öffnen (dargestellt als „o“) des unteren Endes.

Nach der Hornbostel-Sachs-Systematik ist die koncovka eine offene Innenspaltflöte ohne Grifflöcher (421.221.11). Für die koncovka gibt es keine standardisierte Länge oder Tonhöhe. Üblich sind je nach gewünschtem Tonumfang Längen zwischen etwa 40 und 85 Zentimetern. Zur Herstellung werden getrocknete Holunderzweige zylindrisch ausgebohrt, wobei der natürliche, leicht gekrümmte Wuchs erhalten bleibt. Etwa zwei Zentimeter vom oberen Ende wird ein Loch mit der Schneidenkante angebracht (oblôčik, von Slowakisch oblok, „Fenster“). Der Winkel der Schneidenkante hat auf die Klangqualität keinen nennenswerten Einfluss. Das gerade abgeschnittene, obere Ende ist bis auf den Windkanal mit einem Holzpfropf verschlossen. Die fein geschliffene Oberfläche ist häufig mit eingebrannten oder schwarz gezeichneten, geometrischen Mustern verziert. Moderne Flöten werden manchmal aus PVC-Rohr hergestellt.
Ein sehr schwacher Blasdruck bringt den Grundton hervor. Durch zunehmenden Blasdruck lässt sich aufsteigend eine Naturtonreihe produzieren. Durch Schließen der unteren Öffnung mit dem Finger entsteht über einem zweiten Grundton eine weitere Reihe von Obertönen. Bläst der Musiker abwechselnd mit geöffnetem und geschlossenem unteren Ende und mit unterschiedlichem Blasdruck, so erhält er eine vollständige Tonleiter des in der Slowakei verbreiteten lydischen oder mixolydischen Modus.
Die traditionelle slowakische Musik wird nach ihrer Entstehungszeit, nach Genres und regionalen Besonderheiten eingeteilt. Die zahlenmäßig größte Gruppe der slowakischen Volkslieder – rund 30 Prozent – gehören zum „Schäferstil“, der sich zwischen dem 14. und 18. Jahrhundert herausbildete und dessen melodisches Gerüst von den Intervallen einer Quinte oder Terz und Quinte gebildet wird. Geographisch wird der Schäferstil den zentral- und nordslowakischen Berggebieten zugeordnet. Knapp zwei Drittel dieser Melodien basieren auf dem Grundton F, daneben kommen G, C und D-Tonleitern vor. Typisch für viele Dörfer in der Nordslowakei ist die Tonfolge d–fis–g–a–b–c'–d'–e'–f', welche der Obertonreihe der fingerlochlosen Flöten entspricht.
Mit dem Rückgang der herkömmlichen Weidewirtschaft im 19. Jahrhundert verloren die von Viehhirten tradierte Flötenmusik und die Herstellung dieser Flöten ihre kulturelle Zugehörigkeit. Bis zum Anfang des 20. Jahrhunderts waren die Schäferflöten nahezu aus dem Alltag verschwunden. Die Wiederbelebung der Volksmusiktradition in der zweiten Hälfte des 20. Jahrhunderts basiert auf geänderten kulturellen Vorstellungen. Die Flöten der Volksmusiktradition dienen auf lokaler und überregionaler Ebene in erster Linie der Repräsentation der Nationalkultur.

### Verwandte slowakische Obertonflöten
Einige regionale Flötentypen in der Slowakei sind ebenfalls Kernspaltflöten ohne Grifflöcher. Die allgemeine slowakische Bezeichnung für Flöten einschließlich der Obertonflöten ist píšťala (dialektale Schreibungen píšťalka, píšťelka, píštela, píščela, píščelka oder píščelka). Die Weidenrindenflöte vŕhová píšťala („Weidenflöte“) ist 40 bis 50 Zentimeter lang und besitzt ein schnabelförmiges Mundstück, ebenso die nach ihrer Heimat bei den Goralen in der Nordslowakei benannte Goralenflöte, goralská píšťalka, die auch als točená píšťalka („gedrehte, gedrechselte Flöte“) bekannt ist. Sie besitzt eine zylindrische Holzröhre von 54 bis 80 Zentimetern Länge, einen Außendurchmesser von 2,4 bis 3,1 Zentimeter und einen Innendurchmesser zwischen 1,3 und 2,1 Zentimeter. Für die Goralenflöte werden meist im Spätherbst Haselnusszweige, seltener die verholzten Zweige der Heckenrose geschnitten. Diese werden nach unten enger werdend konisch aufgebohrt, indem zunächst für das obere Drittel der Länge ein größerer Bohrdurchmesser als für die unteren zwei Drittel verwendet wird. Mit einem im Kreis gedrehten, glühenden Draht wird anschließend die Bohrung geglättet. Als Kern dient ein trockenes Stück Haselnussholz. Der Spieler umschließt das Schnabelmundstück mit den Lippen und hält das Instrument etwas schräg zur Seite. Die musikalisch verwendbare Tonfolge ist a – f’. Die Goralenflöte ist die einzige slowakische Obertonflöte, bei der offen geblasen der Grundton spielbar ist. Mit geschlossenem unteren Ende ist erst der dritte Oberton zu gebrauchen.
Die Röhre der Unterflöte podolka („untere“, also „Unterflöte“), auch liesková píšťala („Haselflöte“), im Osten von Mähren heißt sie koncovka, besteht aus zwei gespaltenen Hälften eines Haselnusszweiges, bei denen das Mark als Strang herausgedreht und in Richtung des oberen Endes erweitert wird. Anschließend werden die beiden Halbrinnen aufeinander gelegt und in ganzer Länge mit Hanf, Bast oder Weidenrindenstreifen umwickelt. Die Bohrung der Unterflöte ist stark konisch. Ihr Innendurchmesser beträgt am oberen Ende bis zum Zweifachen des Durchmessers am unteren Ende, der obere Außendurchmesser misst das Eineinhalbfache des unteren Durchmessers. Mit einer Länge von 85 bis 95 Zentimetern gehört die Unterflöte nach der fujara zu den längsten slowakischen Flöten.
Ähnlich aus zwei Hälften bestehend und mit Rinde umwickelt ist die Ellenflöte, rífová píšťala („Ellenflöte“) oder otáčaná píšťala („umwundene Flöte“). Bei ihrer außergewöhnlich starken konischen Bohrung beträgt der obere Innendurchmesser mehr als das Doppelte des unteren. Die Fertigung von Haselnussflöten ist von der Jahreszeit und der Witterung abhängig, ebenso nimmt bei den aus frischem Holz hergestellten Flöten die Aufbewahrung einen Einfluss auf das sich stets leicht verändernde akustische Verhalten. Bei geeigneter Behandlung können solche Flöten mehrere Jahre verwendet werden.